# Insel

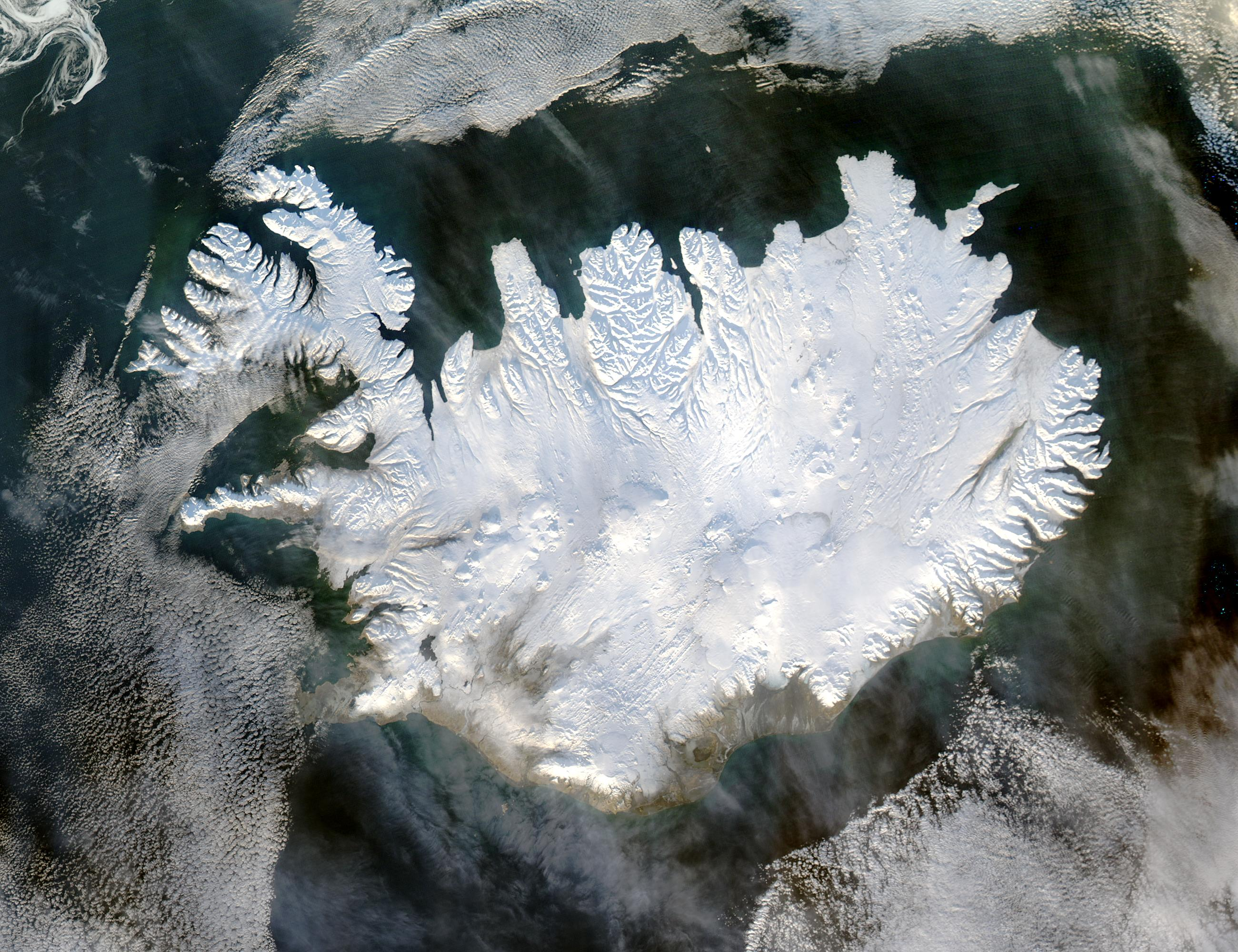
Island, die größte Vulkaninsel und der nördlichste Inselstaat der Erde

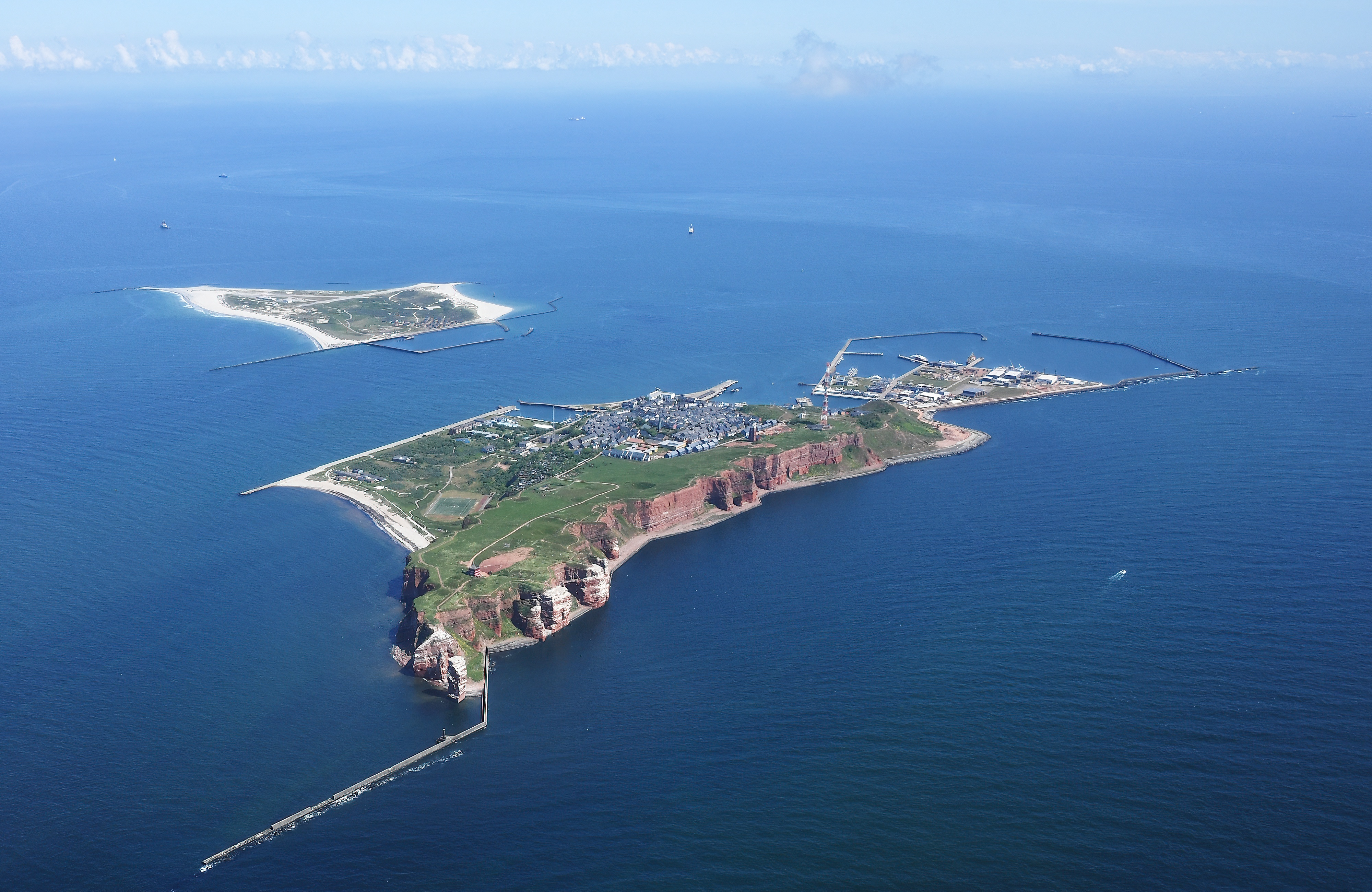
Helgoland

Eine Insel ist eine vollständig von einem Meer oder einem Binnengewässer umgebene Landmasse, die auch bei Flut über den Wasserspiegel hinausragt, jedoch kein Kontinent ist. Mehrere nahe beieinander liegende Inseln können Inselgruppen bilden, die mit den sie umgebenden Gewässern auch als Archipele bezeichnet werden.
Auf der Erde gibt es mindestens eine Million Inseln, von denen etwa 18.000 mehr als einen Quadratkilometer groß sind. Die größte Insel der Erde ist das zu Dänemark gehörende Grönland im Nordatlantik mit einer Fläche von mehr als 2 Mio. km². Die kleinsten, wie etwa die Schären in der Ostsee oder die Motus im Pazifik messen nur wenige Quadratmeter.
Auf den weltweit nur 11.000 bewohnten Inseln leben rund 730 Millionen Menschen. Am bevölkerungsreichsten ist mit rund 150 Mio. Einwohnern die indonesische Hauptinsel Java. Die mit einer Fläche von 310 m² offiziell kleinste bewohnte Insel ist Just Enough Room Island, auch bekannt als Hub Island, das zur Thousand-Islands-Kette im Sankt-Lorenz-Strom gehört.
Von den 193 souveränen Staaten der Welt, die von den Vereinten Nationen anerkannt werden, sind 47, also etwa ein Viertel, Inselstaaten. Der sowohl nach Ausdehnung als auch nach Bevölkerungszahl größte davon ist Indonesien zwischen Indischem Ozean und Pazifik. Derjenige mit der niedrigsten Einwohnerzahl ist Niue und der flächenmäßig kleinste Nauru, beide im westlichen Pazifik gelegen.

## Definitions- und Abgrenzungsfragen

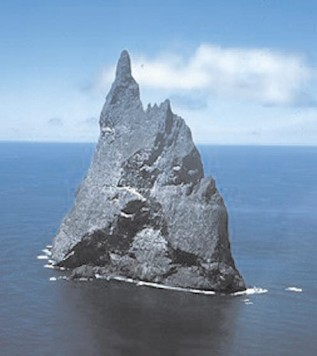
Ball’s Pyramid

### Inselgröße und Bewohnbarkeit
Für die Einordnung als Insel ist die Größe einer vollständig umspülten Landmasse unerheblich. Selbst kleine Felsgebilde, etwa die Schären vor den skandinavischen Ostseeküsten, Holme im Nordatlantik oder kleinste Motus von Atollen in tropischen Gewässern gelten zumeist als Insel. Solche kleinen Inseln werden oft als Eilande bezeichnet. Der veraltete Begriff sagt aber nichts über eine klar definierbare Inselform oder -größe aus.
Für die Definition ist es ebenfalls ohne Bedeutung, ob es sich um eine von Menschen unbewohnte Insel handelt, ob sie früher einmal bewohnt war oder zumindest bewohnbar wäre.

### Abgrenzung zur Halbinsel

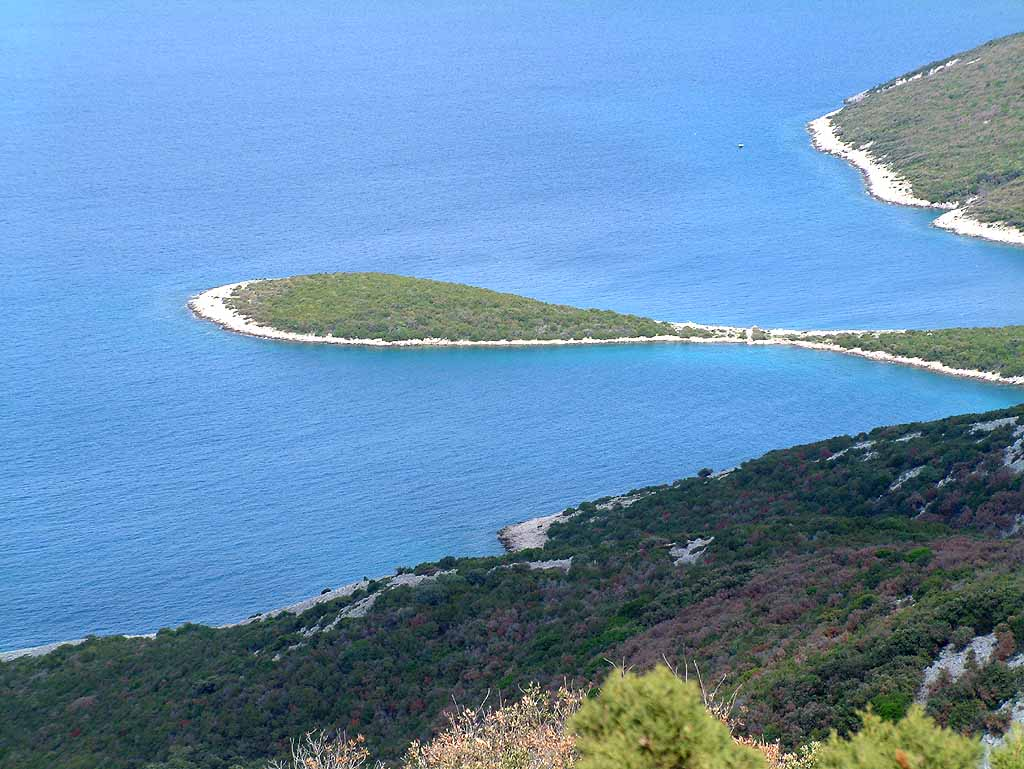
Halbinsel in Kroatien

Künstliche Bauwerke (Kanäle, Brücken, Fahrdämme), die eine Insel von einer Landmasse trennen oder sie damit verbinden, sind unbeachtlich. Ist eine Landmasse nur an drei Seiten von Wasser umschlossen und besteht eine natürliche, nicht ständig überflutete Verbindung zu einer größeren Landmasse, spricht man von einer Halbinsel. Eine Landzunge stellt eine besondere Form der Halbinsel dar, da ihre Verbindung zum Festland nicht schmaler als ihre größte Breite ist.

### Abgrenzung zum Atoll

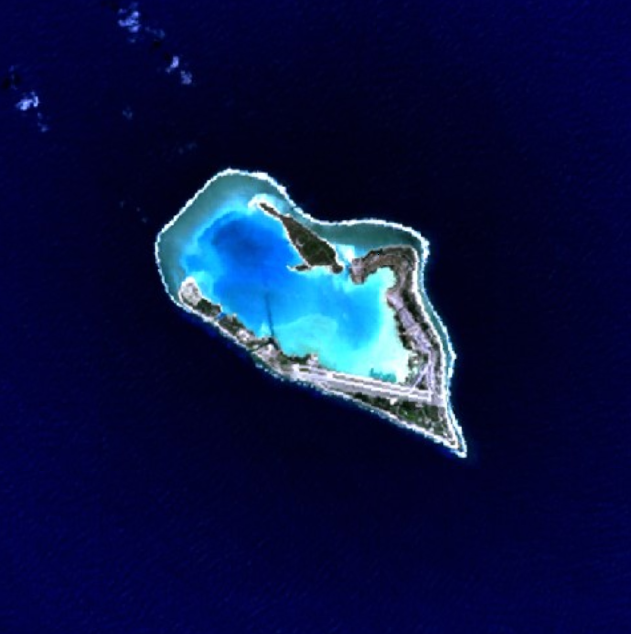
Das Wake-Atoll im Nordpazifik

Ein Atoll ist keine Insel im engeren Sinn, sondern ein aus kleinen Sand- oder Koralleninseln (Motu) bestehender Archipel, der eine Lagune umschließt. Eine seltene Ausnahme sind die Gehobenen Atolle, bei denen die Motu durch tektonische Prozesse angehoben wurden und deren zentrale Lagune danach verlandet und oft mit Vegetation bedeckt ist. Weitere Sonderfälle sind Atolle, die nur eine einzige Insel aufweisen, z. B. Ceva-i-Ra, einige der Rowley Shoals oder die Indispensable Reefs, sowie solche, die einen geschlossenen Landring um die Zentrallagune gebildet haben, z. B. North Keeling.

### Abgrenzung zu sonstigen Gebilden

Künstliche „schwimmende Insel“ mit technischen Einrichtungen

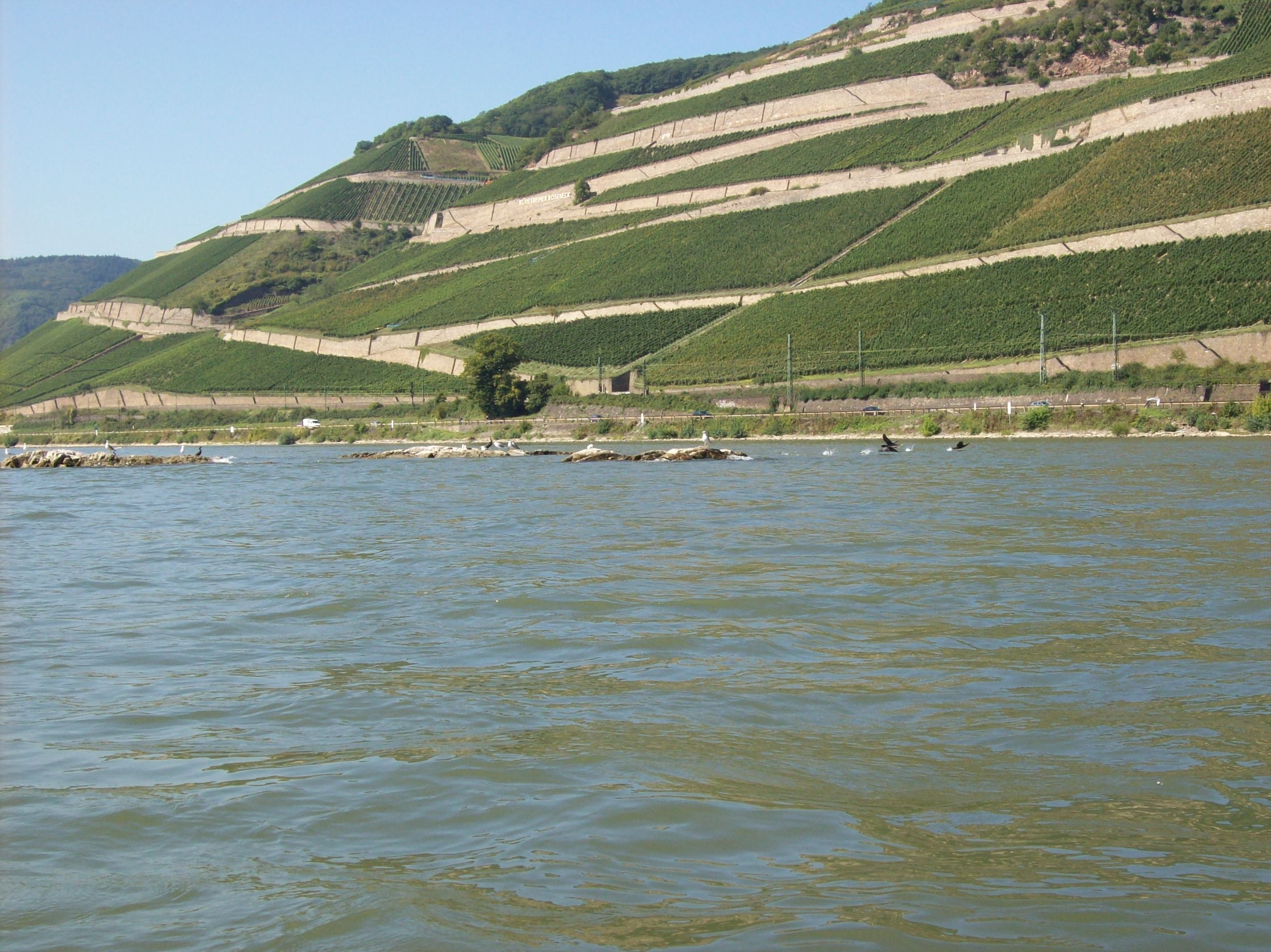
Die Krausaue ist eine Untiefe im Rhein mit felsigem Untergrund, der stellenweise über den Wasserspiegel ragt, ohne als Inseln zu gelten

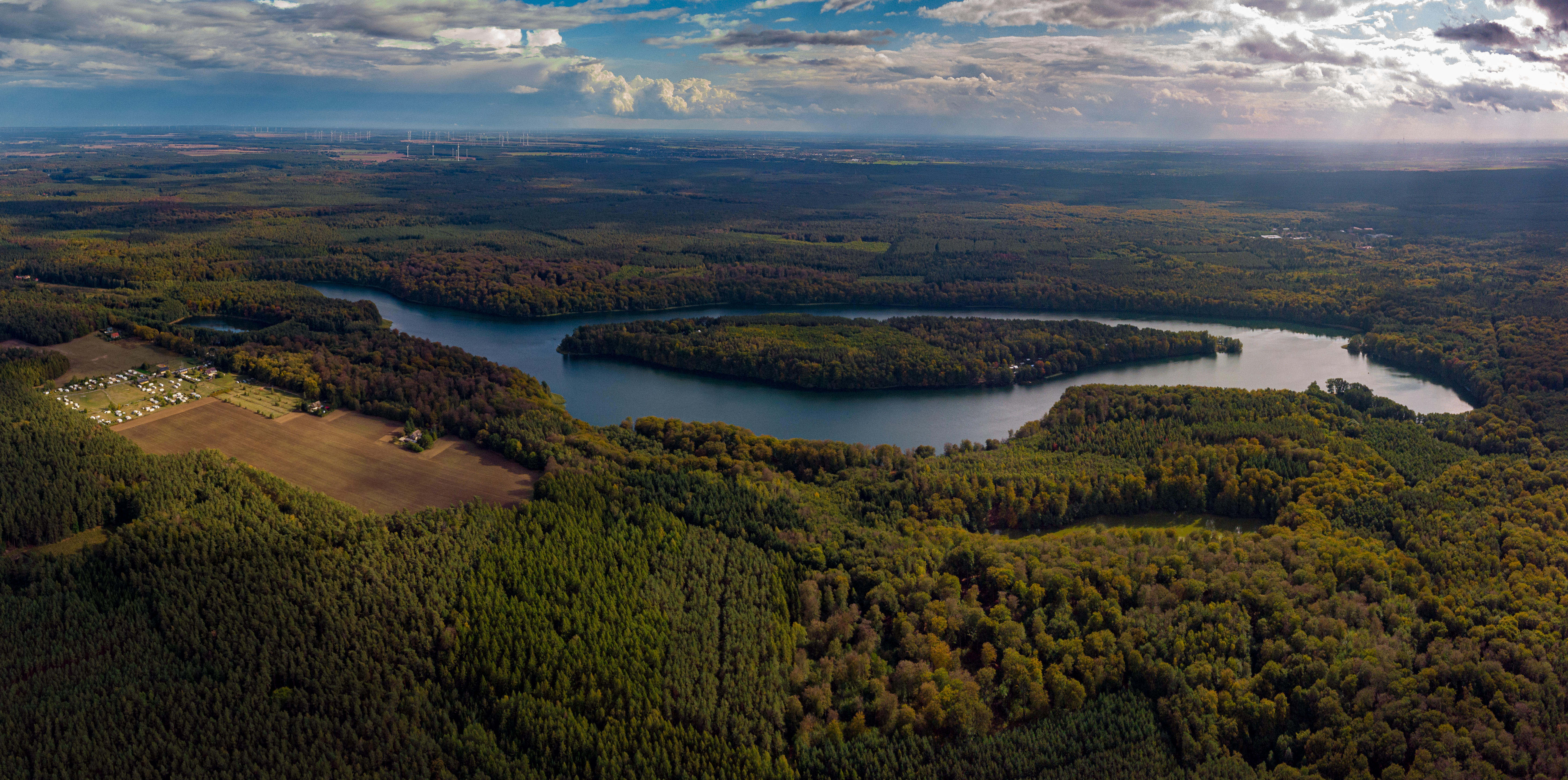
Binnensee-Insel im Liepnitzsee, Barnim, Brandenburg

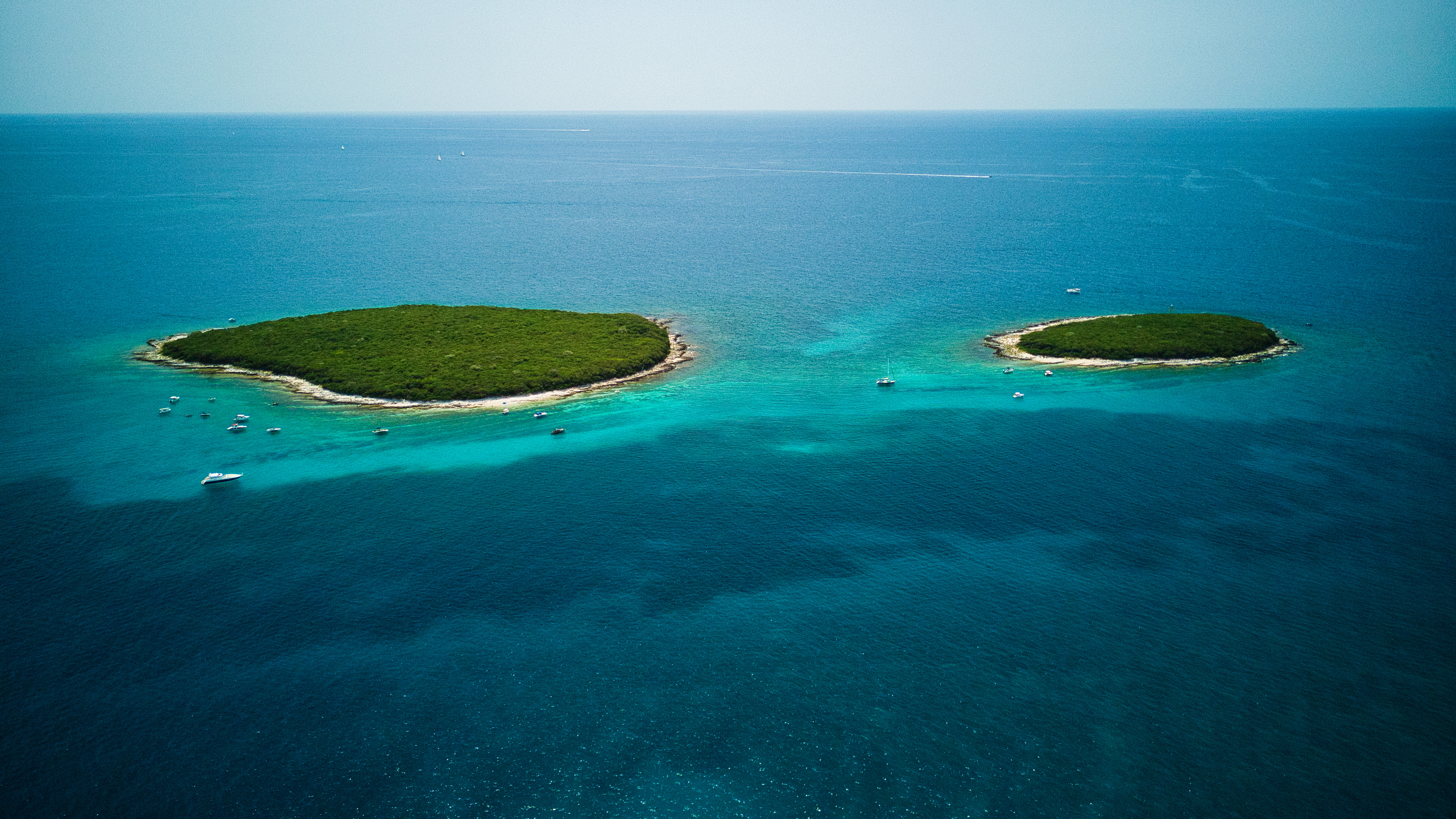
Zwei kleine, unbewohnte Inseln im adriatischen Meer

Menschengemachte Sandaufschüttungen in Meeren oder Binnengewässern können künstliche Inseln bilden. Definitiv nicht als Inseln gelten
- natürliche, nicht dauerhaft mit dem Gewässergrund verbundene Gebilde, z. B.: Eisberge, Eisschollen und sogenannte „Schwimmende Inseln“, selbst wenn sie für längere Zeit dem Untergrund fest aufsitzt wie der Eisberg Pobeda,
- Eiskuppeln, auch wenn sie dauerhaft mit dem Untergrund verbunden sind und sich der Unterschied zu einer eisbedeckten richtigen Insel oft nur mit Echolotmessungen feststellen lässt,
- von offenem Wasser umgebene Schilfbestände, z. B. die „Schoppen“ des Neusiedler Sees,
- Bauwerke in einem Gewässer, wie Bohrplattformen, Leuchttürme, Windkraftanlagen, Pfahlbauten und vergleichbare, fest mit dem Untergrund verbundene Objekte, da sie keine Landmasse darstellen,
- Findlinge und andere große Steine, die zwar vollständig vom Wasser umgeben, jedoch aufgrund ihrer Entstehungsgeschichte nicht fest mit dem Untergrund verbunden sind, beispielsweise der Schwanenstein, Buskam oder der Georgenstein,
- Schotterbänke, auch wenn sie landläufig oft als „Kiesinseln“ bezeichnet werden.[7]
- felsige Untiefen, die zeitweise über den Wasserspiegel ragen, wie die Krausaue im Oberrhein,
- ehemalige Inseln, deren Gebiet jetzt Teil des Festlandes sind, beispielsweise Schokland in den Niederlanden, das seit der Trockenlegung des Noordoostpolder gänzlich von Land umgeben ist.

Eine Sonderform bilden Gezeiteninseln, die je nach Tidenstand als Insel oder als Erhebung betrachtet werden. Mit ihnen vergleichbar sind Sandbänke, die als Hochsand durchaus ständig oder zeitweise als Insel gelten.

## Inseltypen
Man unterscheidet hinsichtlich der Lage zwei Insel-Typen:
- Ozeanische Inseln, die meist entweder als Bestandteil Mittelozeanischer Rücken oder als das Ergebnis von Hotspot-Vulkanismus abseits der Kontinente aus dem offenen Ozean aufragen, daher meist Vulkaninseln oder Atolle (Korallenriff-Inseln mit vulkanischem Sockel)
- Kontinentale Inseln, die auf dem Schelf ruhen bzw. sich in einem Schelfmeer in relativer Nähe zu einer großen kontinentalen Landmasse befinden.

Eine weitere Unterscheidung richtet sich nach dem Typ des Gewässers, in dem die Insel liegt:
- Meeresinseln: alle Inseln, die von Meeresregionen umgeben sind, unabhängig davon, ob es sich um ein Flachmeer (Schelfmeer) oder den tiefen, offenen Ozean handelt. Beispiele: Helgoland, Madeira, Zypern, Hawaii, Kuba, Hainan usw.
- Binneninseln
  - Flussinseln, wie z. B. die Ilha do Bananal (Rio Araguaia) oder Harriersand (Weser)
  - Seeinseln, wie z. B. die Mainau (Bodensee), Herreninsel (Chiemsee) und Fraueninsel (Chiemsee)
  - zum Meer hin gelegene Mündungsinseln wie z. B. Marajó (Amazonas)

## Inselflora und -fauna
Viele Inseln haben ihre eigenständige Fauna und Flora hervorgebracht, die sich in der Zusammensetzung mehr oder weniger ausgeprägt von benachbarten Inseln oder dem Kontinent unterscheidet. Dabei ist im Detail zwischen Kontinentalinseln und ozeanischen Inseln zu differenzieren. Während Kontinentalinseln durch plattentektonische oder eustatische Vorgänge von einem Kontinent isoliert wurden, sind ozeanische Inseln direkt innerhalb eines Ozeanbeckens, in der Regel durch Vulkanismus, entstanden und waren niemals mit einem Kontinent verbunden.
Die Tier- und Pflanzenwelt des einstigen Superkontinentes Pangäa ist zu einem gewissen Grade noch heute in der Flora und Fauna der einen oder anderen kontinentalen Insel repräsentiert, doch sind in den Jahrmillionen der Abspaltung völlig neue Tier- und Pflanzengemeinschaften mit einer generell hohen Anzahl von Endemiten entstanden. Inseln ohne genetischen Austausch mit ihren Populationen sind deshalb Laboratorien der Natur. Die Tierwelt von Neuseeland zum Beispiel ist einzigartig: 85 Prozent der (nicht vom Menschen eingeführten) Tiere findet man nur hier und nirgendwo sonst auf der Welt.:42 Obwohl Neuseeland relativ nahe am australischen Kontinent liegt, hat sich die Lebewelt der Inselgruppe seit der Trennung in der Kreidezeit völlig anders entwickelt.
Je kleiner, jünger und isolierter eine ozeanische Insel ist, desto artenärmer ist in der Regel die Flora und Fauna. Sehr deutlich ist das bei den pazifischen Inseln zu beobachten. Die Pflanzen im Südpazifik sind australasischen Ursprungs und breiteten sich von West nach Ost aus. Das führte dazu, dass die Biodiversität der Inseln nach Osten abnimmt. So weist Tahiti eine weit höhere Anzahl von Arten auf als die weiter östlich liegenden Pitcairninseln und die Osterinsel.
Tierarten auf Inseln sind oft deutlich kleiner oder größer als ihre nächsten Verwandten auf den Kontinenten. Inselverzwergung ist möglicherweise eine Anpassung an dauerhafte Nahrungsknappheit durch Übervölkerung in einer räumlich beschränkten Umwelt. So sind beispielsweise auf der zu Russland gehörenden, kahlen Wrangelinsel im Arktischen Ozean Reste eines zwergwüchsigen Wollhaarmammuts gefunden worden, das ausgewachsen nur ca. 1,8 m groß war (Mammuts des sibirischen Festlandes erreichten eine Größe von 3,0 bis 3,5 m).
Inselgigantismus ist im Wesentlichen die Folge des Fehlens von Nahrungskonkurrenten und Fressfeinden bei üppigem Nahrungsangebot, sodass die Individuen einer Art ungestört von Generation zu Generation immer größer werden können. Die Insel Neuseeland beherbergte einst, bis zu ihrer Ausrottung durch die Māori, die Moas, die größten Laufvögel der Erde, die über 3 m groß werden konnten. Weitere Beispiele für Inselgigantismus sind der Komodowaran, ein Schuppenkriechtier mit mehr als 2 m Länge, das auf den Kleinen Sundainseln lebt und die Riesenschildkröten auf den Seychellen und den Galapagosinseln.
Werden Vögel, die normalerweise keine langen Strecken fliegen, auf relativ entlegene Inseln ohne Nahrungskonkurrenten und Fressfeinde verschlagen, verlieren sie oft binnen weniger Generationen ihre Flugfähigkeit. Ein prominentes Beispiel für flugunfähige Vögel auf Inseln ist der Dodo, der bis in die zweite Hälfte des 17. Jahrhunderts auf Mauritius lebte. Ausgewachsene Individuen des Dodo wogen über 20 Kilogramm. Eingeschleppte Ratten, verwilderte Haustiere und die intensive Jagd auf die „plumpen“ Vögel führten schließlich zum Aussterben der Art. Weitere Beispiele sind die Kiwis auf Neuseeland und der Stummelkormoran auf Galapagos. Aber Inseln, vor allem die weniger entlegenen, sind auch generell wichtige Rückzugsgebiete für viele Vogelarten. Um ungestört ihrem Brutgeschäft nachgehen zu können, legen die ausdauernderen Flieger unter ihnen Tausende von Kilometern zurück.
Auf abgelegenen Inseln findet man häufig eine unberührte Natur. In der Arktis und im Pazifik gibt es heute noch unbewohnte Inseln abseits aller Verkehrswege, die nur ein- oder zweimal im Jahrzehnt von Menschen betreten werden. Andererseits hat sich der Mensch von einst besiedelten Inseln wieder zurückgezogen und sie zu Naturschutzgebieten erklärt.

## Die Insel als Siedlungsraum
Bereits sehr früh in der Geschichte der Menschheit wurden Inseln besiedelt, wahrscheinlich zunächst nur von einigen Pionieren. Eine Gruppe von 25 Personen dürfte – aus biologischer, sozialer und psychologischer Sicht – das Minimum sein, um eine Insel dauerhaft zu besiedeln.:78 Nach aktuellem Stand der Forschung ist wahrscheinlich Kreta die früheste dauerhaft bewohnte Insel. Im Frühsommer 2009 fanden US-amerikanische Archäologen an den westlichen Hängen der Preveli-Schlucht Steinwerkzeuge, vermutlich von Neandertalern, die mehr als 130.000 Jahre (möglicherweise sogar bis zu 700.000 Jahre) zurückreichen. Im Cagayan Valley auf der Insel Luzon hat man menschliche Knochen und Werkzeuge ausgegraben, die 67.000 Jahre alt sind.

Inselstaaten weltweit (grün: mit Landgrenze zu einem anderen Staat; blau: ohne Landgrenze)

Zu den Hauptgründen für die Besiedelung von Inseln und die Bildung von Inselstaaten dürfte eine höhere Sicherheit vor Angriffen gehören. Ein Angriff über das Meer ist nur mit hohem technischem und logistischem Aufwand erfolgversprechend und oft mit unkalkulierbaren, z. B. wetterbedingten Risiken behaftet. Daher kann man durchaus von einer „Festung Insel“ sprechen, die Schutz auch vor einem ansonsten militärisch überlegenen Gegner bietet. Dies zeigte sich beispielsweise im 13. Jahrhundert vor Japan bei zwei Eroberungsversuchen der Mongolen, die beide Male an einem Taifun scheiterten sowie 1588 bei dem vergeblichen Versuch einer Invasion Englands durch die numerisch weit überlegene Armada König Philipps II. von Spanien.
Sicherheit verschafft Kontinuität in der Entwicklung einer Kultur und daher ist es nicht verwunderlich, dass einige Hochkulturen gerade auf Inseln entstehen konnten. Kultplätze auf der Insel Malta datieren aus dem Neolithikum und belegen eine gefestigte, hochstehende Kultur schon im 3. Jahrtausend v. Chr.
Einige Inseln beherbergten bedeutende Völker mit komplexen Hochkulturen. In erster Linie sind hier zu nennen: Kreta, die japanischen Inseln, die Britischen Inseln, die indonesischen Inseln Java und Bali, die Insel Sri Lanka, aber auch einige der ozeanischen Inseln, zum Beispiel die Osterinsel. Das Entstehen einer Hochkultur scheint nicht abhängig zu sein von der Größe der Insel; so hat die winzige und ressourcenarme Osterinsel eine Kultur mit einer höchst anspruchsvollen Kunst und Architektur hervorgebracht, die Völker von Grönland und Neuguinea jedoch, der beiden größten Inseln der Erde, verharrten weitgehend auf der Stufe der Jäger und Sammler.
Stets waren Inselvölker eng mit dem umgebenden Meer verbunden. Das führte dazu, dass auf einigen Inseln reiche und mächtige, Handel treibende Seefahrernationen entstanden, zum Beispiel die Minoische Kultur auf Kreta oder der über die Inseln der Lagune verteilte Stadtstaat Venedig. Im Pazifik gab es ein über Jahrhunderte bestehendes Handelsnetz, das über Distanzen von mehreren Tausend Kilometern funktionierte und zahlreiche polynesische Inseln umfasste, von Hawaii bis zu den Austral-Inseln, von Neuseeland bis zu den Marquesas.
Heute zählen Inseln zu den am dichtesten besiedelten Regionen der Erde, auf ihnen befinden sich einige der größten Städte: Die Metropolregionen um Tokio auf der Insel Honshū und Jakarta auf Java sind die größten der Erde. Die Ballungsräume um New York City und Mexiko-Stadt, die ebenfalls zu den größten weltweit zählen, entstanden auf kleineren Inseln.

## Kulturraum Insel
Inseln haben von je her Künstler inspiriert und waren oft Gegenstand bedeutender Werke aller Kunstrichtungen, zum Beispiel in der Literatur Die Schatzinsel von Robert Louis Stevenson, im Theater Shakespeares Der Sturm, in der Bildenden Kunst die Gemälde von Paul Gauguin mit Motiven aus Tahiti oder Die Toteninsel von Arnold Böcklin, in der Musik der Chanson La Cathédrale von Jacques Brel, der sich dazu von der Silhouette der Insel Ua Pou anregen ließ, und im Film die zahlreichen, vorwiegend in der Südsee spielenden, wie der Stummfilm Tabu von Friedrich Wilhelm Murnau, 1931 auf Bora Bora gedreht, oder Cast Away – Verschollen von Robert Zemeckis mit Tom Hanks in der Hauptrolle.
Aber auch die Inselvölker haben vielfältige und anspruchsvolle, eigenständige künstlerische Ausdrucksformen gefunden: die Moai und die Holzschnitzkunst der Osterinsel, das Kabuki-Theater in Japan, die isländische Literatur, der Hula-Tanz von Hawaii, die Scrimshaws der Walfänger von Nantucket oder die kunstvollen Buchillustrationen aus der Zeit der irischen Hochkönige, zum Beispiel das „Book of Kells“. Wahrscheinlich sind viele Kunstwerke im Laufe der Jahrhunderte verloren gegangen, sei es, dass es flüchtige, aus nicht beständigen Materialien bestehende Werke waren oder dass keine Aufzeichnungen vorliegen (viele der Inselvölker kannten keine Schrift). Musik und Tanz der Insel-Kariben zum Beispiel sind völlig verschwunden, denn die spanischen Eroberer machten sich nicht die Mühe, sie aufzuzeichnen. Obwohl die Kunst der Ureinwohner nicht überliefert ist, haben die Antillen aus der Verschmelzung europäischer, afrikanischer und amerikanischer Elemente neue künstlerische Ausdrucksformen gefunden. Ein Beispiel dafür ist der von der Insel Jamaika stammende Reggae des 20. Jahrhunderts. Von den anspruchsvollen Tätowier-Mustern der Marquesas wissen wir nur durch die Forschungen des Arztes und Ethnologen Karl von den Steinen, der den Archipel zu Beginn des 20. Jahrhunderts besuchte, als die Missionare die Ausübung der Tätowierkunst bereits unterdrückt hatten. Die heutigen Tätowierer der Marquesas müssen für ihre Motive auf von den Steinens Bücher zurückgreifen.
Auf Inseln erhielten Forscher wesentliche Anregungen für bahnbrechende Theorien, die unser heutiges Weltbild prägen. Bei seinem Besuch auf den Galapagosinseln entwickelte Charles Darwin seine Evolutionstheorie und auf dem Malaiischen Archipel erarbeitete Alfred Russel Wallace die Grundlagen für seine Theorie der Wallace-Linie, der biogeographischen Grenze zwischen asiatischer und australischer Fauna.

## Weitere Funktionen von Inseln
In der frühen Hansezeit diente die Insel Gotland als Zwischenstation für den hansischen Russlandhandel, auf der die Kaufleute auch überwinterten. Gotland verlor diese Funktion allerdings in der späteren Hansezeit durch eine deutliche Beschleunigung der Reisezeiten, mit der Zwischenstationen schließlich seltener erforderlich wurden. Für die frühen Entdecker im Pazifik waren einzelne Inseln und Inselgruppen wichtige Versorgungsstationen für Lebensmittel, insbesondere für Trinkwasser. Zur Zeit des mit Segelschiffen betriebenen transatlantischen Handels konnten auf den Kanaren und Madeira frische Lebensmittel oder andere Güter ergänzt werden.
Durch ihre vom Festland isolierte Lage können insbesondere sehr entlegene oder sehr kleine Inseln von höchstens wenigen Quadratkilometern Größe leicht von der Außenwelt abgeschottet werden. Dies kann verschiedene Funktionen erfüllen. So wird die Insel Riems in Mecklenburg-Vorpommern als virologischer Forschungsstandort genutzt. Die beiden besiedelten Inseln der sogenannten Erbseninseln nördlich der dänischen Insel Bornholm wurden zwar zunächst als militärischer Beobachtungsposten (vor allem gegenüber Schweden) und als Flottenstützpunkt eingerichtet, seit dem 18. Jahrhundert bis zum Jahr 1855 dienten sie aber auch als Verbannungs- und Gefängnisstandort (unter anderem für Jacob Jacobsen Dampe). Ein anderes historisches Beispiel für eine zunächst militärisch und dann als Gefängnis genutzte Insel ist Alcatraz an der US-Westküste bei San Francisco, in der in den 1930 bis 1960er Jahren der Justizvollzug für Gefangene durchgeführt wurde, die als besonders gefährlich eingeschätzt wurden. Der französische Feldherr und Kaiser Napoleon Bonaparte wurde zunächst auf die Mittelmeerinsel Elba und später auf die Hochseeinsel St. Helena im Südatlantik verbannt.
Weit vor der Festlandsküste liegende Inseln werden noch heute häufig als Wetterbeobachtungsstation genutzt. Erprobungen von autofreiem Verkehr oder die Beschränkung bei motorisiertem Verkehr auf nachhaltig produzierte Betriebsstoffe treffen auf Inseln eher auf Akzeptanz und sind auch leichter durchzusetzen (Beispiel Hiddensee).

## Inseln in der Mythologie

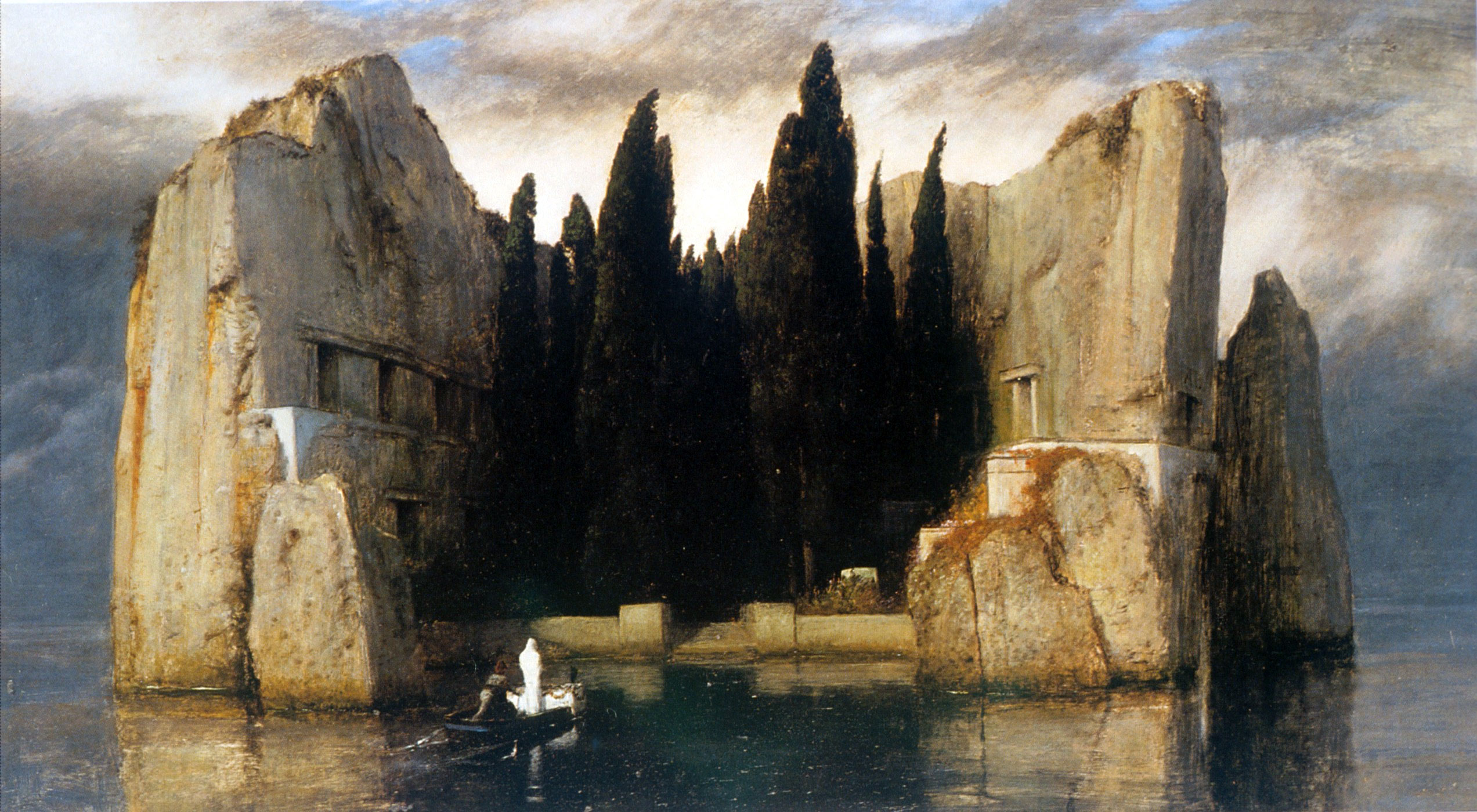
Arnold Böcklin: Die Toteninsel, 1883

Inseln wurden in den Erzählungen der Völker oft als hinter dem Horizont liegende, unerreichbare Gärten Eden oder verloren gegangene Paradiese geschildert. Beispiele dafür sind das mythische Avalon aus den Artus-Legenden oder die Insel Kythera, die sagenhafte Liebesinsel der Aphrodite, die ausführlich in der Hypnerotomachia Poliphili beschrieben wird. Der Glaube an die mythischen Inseln war so gefestigt, dass einige davon sogar in frühen Kartenwerken verzeichnet waren, zum Beispiel die Sankt-Brendan-Insel, die Insel Antilia im Atlantischen Ozean oder das Inselreich Atlantis.
Der Mythos vom „Inselparadies“ hielt bis in die Neuzeit an und wurde von den Entdeckungsreisen des 18. und 19. Jahrhunderts noch gefördert. Louis Antoine de Bougainvilles romantisierender Reisebericht „Voyage autour du monde“ von 1771 sowie Georg Forsters 1777 erschienene Reisebeschreibung „A Voyage Round The World“ über die Pazifikreise James Cooks, schienen Jean-Jacques Rousseaus Menschenbild vom „Edlen Wilden“ zu bestätigen, den die Europäer auf den Inseln der Südsee gefunden zu haben glaubten. „Ein Arkadien, dessen Könige wir sein werden“, schrieb der Botaniker Joseph Banks, der James Cook auf seiner ersten Reise und Weltumsegelung (1768–1771) begleitete, über die Insel Tahiti.
Die Sehnsucht nach dem Inselparadies ist heute noch ungebrochen, wie populäre Fernsehserien beweisen, zum Beispiel in Fantasy Island und Robinsonaden wie Gilligan’s Island.
Inseln galten aber auch als Heimstätte grässlicher Ungeheuer. Im Labyrinth auf Kreta hauste angeblich der Minotaurus, ein Mischwesen aus Mensch und Stier. Der französische Forscher und Schriftsteller André Thevet berichtet über die im äußersten Norden des Atlantiks, noch nördlich von Neufundland gelegene „Dämoneninsel“, auf der Bestien und böse Geister ihr Unwesen treiben sollten.
Der Glaube an geheimnisvolle, gefährliche und bedrohliche Inseln reicht bis in die Neuzeit. Die Flannan Isles, eine Gruppe von acht unbewohnten, kleinen Inseln im Nordwesten Schottlands, galten unter den einheimischen Fischern schon immer als verwunschene Orte des Bösen. Man scheute sich, sie zu betreten, und wenn es unvermeidlich war, vollführte man Beschwichtigungsriten und legte Opfergeschenke an den Strand. Ende des 19. Jahrhunderts wurde auf der Hauptinsel Eilean Mòr ein Leuchtturm gebaut. Eine ständige Besatzung von drei Männern sollte das Signallicht warten und in Betrieb halten. Als das Versorgungsschiff Hesperus am 26. Dezember 1900 die Insel erreichte, war kein Lebenszeichen von den drei Leuchtturmwärtern zu entdecken. Sie waren verschwunden, ohne die geringste Spur zu hinterlassen. Der geheimnisvolle Vorfall beschäftigt Mystiker bis zum heutigen Tage. Als Erklärung müssen sowohl paranormale Ereignisse als auch die Entführung durch Außerirdische herhalten.:259
Auch im zeitgenössischen Kulturschaffen werden Inseln mitunter mit Monstern und Ungeheuern assoziiert. Beispiele dafür sind Filme wie Godzilla, Jurassic Park oder die zahlreichen King-Kong-Verfilmungen.

## Größte, höchste und bevölkerungsreichste Inseln der Erde
Nachstehend die 20 größten Inseln der Erde, die alle in Meeren liegen:
|     | Insel                | Lage              | Fläche in km² | Staat                          |
| --- | -------------------- | ----------------- | ------------- | ------------------------------ |
| 1.  | Grönland             | Nordatlantik      | 2.175.597     | Königreich Dänemark (Grönland) |
| 2.  | Neuguinea            | Westpazifik       | 786.000       | Indonesien/Papua-Neuguinea     |
| 3.  | Borneo               | Westpazifik       | 743.122       | Indonesien/Malaysia/Brunei     |
| 4.  | Madagaskar           | Indischer Ozean   | 587.042       | Madagaskar                     |
| 5.  | Baffininsel          | Nordatlantik      | 507.451       | Kanada                         |
| 6.  | Sumatra              | Indischer Ozean   | 473.605       | Indonesien                     |
| 7.  | Honshū               | Nordwestpazifik   | 230.316       | Japan                          |
| 8.  | Großbritannien       | Nordatlantik      | 229.883       | Vereinigtes Königreich         |
| 9.  | Victoria-Insel       | Arktischer Ozean  | 217.291       | Kanada                         |
| 10. | Ellesmere-Insel      | Arktischer Ozean  | 196.236       | Kanada                         |
| 11. | Sulawesi (Celebes)   | Westpazifik       | 174.600       | Indonesien                     |
| 12. | Neuseeland Südinsel  | Südpazifik        | 151.215       | Neuseeland                     |
| 13. | Java                 | Indischer Ozean   | 125.650       | Indonesien                     |
| 14. | Neuseeland Nordinsel | Südpazifik        | 113.729       | Neuseeland                     |
| 15. | Neufundland          | Nordatlantik      | 108.860       | Kanada                         |
| 16. | Luzon                | Pazifischer Ozean | 104.688       | Philippinen                    |
| 17. | Kuba                 | Karibisches Meer  | 104.556       | Kuba                           |
| 18. | Island               | Nordatlantik      | 102.819       | Island                         |
| 19. | Mindanao             | Pazifischer Ozean | 94.630        | Philippinen                    |
| 20. | Irland               | Nordatlantik      | 84.421        | Irland/Vereinigtes Königreich  |

Die größte in einem Binnensee liegende Insel ist Manitoulin, in Ontario, Kanada. Die 2.766 km² große Insel liegt im Huronsee, einem der Großen Seen Nordamerikas, durchgängig Süßwasserseen. Manitoulin weist seinerseits zahlreiche Seen auf, in denen wiederum mehrere Inseln liegen (die größten davon Treasure Island im Mindemoya Lake und Kakawaie Island im Lake Kagawong).
Die höchste Insel der Erde ist Neuguinea in Indonesien mit ihrer Erhebung Puncak Jaya (4884 m). Zu weiteren hohen Inseln siehe Liste der höchsten Inseln der Erde.
Die bevölkerungsreichste Insel der Erde ist Java in Indonesien mit rund 133 Millionen Einwohnern.

### Zur literarischen und filmischen Rezeption
- Anne-Marie Fröhlich (Hrsg.): Inseln in der Weltliteratur. Manesse Verlag, Zürich 1989, ISBN 3-7175-1762-7.
- Hans Richard Brittnacher (Hrsg.): Inseln. Edition Text + Kritik, München 2017, ISBN 978-3-86916-520-2.